# Begraafplaats van Harponville
De Begraafplaats van Harponville is een gemeentelijke begraafplaats in het Franse dorp Harponville (departement Somme). De begraafplaats ligt aan de Rue de l' Église op 300 ten noordoosten van het gemeentehuis. Ze heeft een onregelmatige vorm en wordt grotendeels omgeven door een haag. Aan het einde van het centrale pad staat een groot Crucifix. Het terrein ligt iets hoger dan het straatniveau. In het zuidelijk deel liggen Britse oorlogsgraven uit de Eerste Wereldoorlog en aan de noordzijde grenst de begraafplaats aan de Britse militaire uitbreiding Harponville Communal Cemetery Extension.

## Britse oorlogsgraven
Op de begraafplaats liggen in de zuidoostelijke hoek 34 Britse gesneuvelden uit de Eerste Wereldoorlog. Zij werden hier door gevechtseenheden begraven tussen april en juni 1918 tijdens het Duitse lenteoffensief. De graven worden onderhouden door de Commonwealth War Graves Commission en staan er geregistreerd onder Harponville Communal Cemetery.

### Onderscheiden militair
- Victor John Russell, sergeant bij het Welsh Regiment werd onderscheiden met de Military Medal (MM).